# Прибуток (село)
Прибу́ток — село в Україні, у Потіївській сільській територіальній громаді Житомирського району Житомирської області. Населення становить 63 особи.

## Історія
Колишня назва поселення - Гряда.

## Відомі мешканці
В селі народився Вишневський Паладій Федорович — український вчений-гідролог, доктор технічних наук, професор, завідувач лабораторії Українського науково-дослідного гідрометеорологічного інституту.